# Flora Michoud-Godard
Flora Michoud-Godard est une gardienne internationale française de rink hockey née le 10 janvier 1990. 
Formée dans le club de Noisy le Grand en région parisienne, elle participe à sa première compétition internationale avec l'équipe de France -17ans en 2007.

## Palmarès
En 2007: Participation au championnat d'Europe avec l'équipe de France -17 à Luso (Portugal).
En 2008: Vice championne d'Europe avec l'équipe de France -18 à Cestas (France).
En 2009: Vice championne d'Europe avec l'équipe de France Séniors à Saint Omer (France).
En 2010: Vice championne du Monde à Alcobendas (Espagne)
En 2014, elle participe au championnat du monde,. La France termine 2ème derrière l'Argentine. Les bleues deviennent vice championnes du monde pour la deuxième fois de leur histoire.
En 2016, elle participe au championnat du monde. La France termine 4ème.
En 2017, elle participe avec l'équipe de France séniors femme, aux 1ers World Roller Games, à Nanjing (Chine). La France termine 5ème de ces mondiaux.
En 2018, elle participe avec l'équipe de France séniors femme au championnat d'Europe à Luso (Portugal). La France se classe 4ème de cet euro.
La saison 2017-2018, Flora Michoud-Godard joue à l'étranger dans le club catalan de Cerdanyola CH, à Barcelone.
La saison 2018-2019, Flora Michoud-Godard est prêtée au sein du club du SA Mérignac, en N1 Féminine.

## Référence
1. ↑  Profil sur rinkhockey.net
2. ↑  Composition de l'équipe de France de rink-hockey dames pour le mondial de Tourcoing
3. ↑  Mondial rink hockey 2016 : l'autportrait de Flora Michoud-Godard
4. ↑  (es) LISTA DEFINITIVA PARA EL MUNDIAL
5. ↑  (en-GB) « European Championship Senior Female | European Championship Female Senior | World Skate Europe Rink Hockey | www.wseurope-rinkhockey.org », sur www.wseurope-rinkhockey.org (consulté le 29 novembre 2018)
6. ↑  (ca) « Flora Michoud-Godard s’incorpora a l’equip d’OkLliga Femení! », SECCIÓ D'HOQUEI PATINS DEL CERDANYOLA CH,‎ 3 juillet 207 (lire en ligne, consulté le 10 septembre 2018)
7. ↑  « Une nouvelle carrière sportive pour Flora Michoud-Godard avec le club catalan de Cerdanyola - Rollerenligne.com », sur www.rollerenligne.com (consulté le 10 septembre 2018)
8. ↑  « Interview : Flora Michoud-Godard, gardienne de rink hockey - rollerenligne.com », sur www.rollerenligne.com (consulté le 29 novembre 2018)